# Centropomus
Centropomus – rodzaj morskich ryb z rodziny żuchwikowatych (Centropomidae).

## Występowanie
Wschodni Ocean Spokojny i zachodni Ocean Atlantycki.

## Klasyfikacja
Gatunki zaliczane do tego rodzaju:
- Centropomus armatus
- Centropomus ensiferus
- Centropomus medius
- Centropomus mexicanus
- Centropomus nigrescens
- Centropomus parallelus
- Centropomus pectinatus
- Centropomus poeyi
- Centropomus robalito
- Centropomus undecimalis – żuchwik[3], żuchwiak[4][5]
- Centropomus unionensis
- Centropomus viridis